# John Stevens
John A. Stevens (* 4. května 1966, Campbellton, New Brunswick, Kanada) je kanadský hokejový trenér.
S kariérou trenéra začal v roce 1999 jako asistent trenéra Philadelphia Phantoms. V roce 2000 se stal hlavním trenérem Phantoms.
Ve funkci působil 6 let, v nichž 4krát postoupil do play Off a v roce 2005 vyhrál Calderův pohár. Po vyhození kouče Kena Hitchcocka z Philadelphia Flyers přebral 22. října 2006 funkci hlavního trenéra a 20. listopadu 2006 prodloužil svou smlouvu o další dva roky. Od sezóny 2017/2018 byl hlavním trenérem klubu Los Angeles Kings, kde skončil hned následující sezónu po nepovedeném vstupu do soutěže. Poté dělal od sezóny 2018/19 do května 2022 asistenta trenéra v Dallasu. Od sezóny 2022/23 bude asistentem trenéra Bruce Cassidyho u Vegas Golden Knights.
V NHL má zatím bilanci 156 odtrénovaných zápasů, ve kterých jeho svěřenci zaznamenali 63 výher, 71 proher a 22 proher v prodloužení.

## Ocenění
- 1988 - Calderův pohár Hershey Bears (Hráč)
- 1991 - Calderův pohár Springfield Indians (Hráč, Kapitán mužstva)
- 1996 - AHL All-Star Game (Hráč)
- 1998 - Calderův pohár Philadelphia Phantoms (Hráč, Kapitán mužstva)
- 2005 - Calderův pohár Philadelphia Phantoms (Trenér)
- 2007 - Philadelphia Phantoms Síň slávy.
- 2012 - síň slávy AHL[1]

## Rekordy
- 1994 - první vstřelený gól z nájezdu v Springfield Falcons v historii.
- 1996 - první vstřelený gól z nájezdu ve Philadelphia Phantoms v historii
- 2008 - 2006 - Nejvíce proher (10) po sobě jdoucích zápasů v Philadelphia Flyers v historii (hlavní trenér)